# Potentián ze Sens
Svatý Potentián ze Sens byl ve 3. století kněz, druhý biskup diecéze Sens a mučedník.
Podle legendy je uváděn jako společník svatého Petra, což je nepravděpodobné.
Se svatým Sabiniánem se stal zakladatelem senské diecéze. Oba dva byli zabiti pro hlásání své víry.
Zemřel okolo roku 300.
Jeho svátek se slaví 31. prosince.